# Vodní mlýn ve Stráži pod Ralskem
Vodní mlýn ve Stráži pod Ralskem v okrese Česká Lípa je zaniklý vodní mlýn, který stál u řeky Ploučnice severozápadně od kostela svatého Zikmunda. V letech 1958–1980 byl chráněn jako nemovitá kulturní památka České republiky.

## Historie
Mlýn je zaznamenán na I. vojenském mapování (josefském) z let 1764–1768 a na Císařských povinných otiscích  z roku 1842. Po zrušení památkové ochrany v roce 1980 byl zbořen i s vedlejší budovou čp. 110 a na jejich místě postaven obytný panelový dům a místní příjezdová silnice.

## Popis
Obdélné, roubené, patrové stavení mělo polovalbovou střechu krytou břidlicí; ozdobně sesazená břidlice kryla také štít. Přízemí stálo na kvádrové podezdívce se sklepní částí na svahu a mělo dřevěný pravoúhlý portál. Podélná stěna nad vodním korytem byla postavena z pískovcových kvádrů.
Voda na vodní kolo vedla náhonem z rybníka. V roce 1930 měl mlýn 1 kolo na svrchní vodu(spád 3,9 m, výkon 9,6 HP).